# Darien nationalpark
Darien nationalpark är ett världsarvsområde som ligger i provinsen Darien i Panama. 
Området utsågs till världsarv av Unesco år 1981 enligt de kriterier som omfattar höga naturvärden och skyddsvärda naturscenerier, utgörandet av ett särskilt värdefullt exempel på pågående ekologiska och biologiska processer i naturen och vara av betydande värde för den biologiska mångfalden. 1983 utsågs det också till ett biosfärområde.
Geologiskt har det område som Darien nationalpark omfattar en intressant historia. Det har tidvis legat under havsytan och tidvis, som idag, utgjort en del av landbryggan mellan Nordamerika och Sydamerika. Senaste gången området steg upp ur havet var under tidig pleistocen. 
Området omfattar cirka 570 000 hektar av tropiska regnskogar, mangroveskogar, träsk och sandiga och klippiga kuster. Floran, liksom faunan är därför mycket varierad. Några särskilt utmärkande djur för området är centralamerikansk tapir, jaguar, ozelot, skogshund, harpya, samt papegojor och kajmaner. I världsarvsområdet lever också två centralamerikanska indianstammar, som bedriver jordbruk och ungefär 10 procent av det skyddade området beräknas utgöras av jordbruksmark. 